# Mlask zębowy dźwięczny
Mlask zębowy dźwięczny – rodzaj dźwięku spółgłoskowego występujący w niektórych językach naturalnych. W Międzynarodowym alfabecie fonetycznym oznaczany jest symbolem ǀ̬, ɡǀ lub ᶢǀ.

## Artykulacja
W czasie artykulacji podstawowego wariantu [gǀ]
- modulowany jest prąd powietrza zasysanego powstały w wyniku różnicy ciśnień wytworzonej przy grzbiecie języka wzniesionym do góry, czyli artykulacja tej spółgłoski wymaga inicjacji ustnej i ingresji (por. też mlaski);
- podniebienie miękkie jest podniesione, mamy do czynienia z artykulacją ustną;
- prąd powietrza w jamie ustnej przepływa ponad całym językiem lub przynajmniej powietrze uchodzi wzdłuż środkowej linii języka;
- przednia część języka kontaktuje się z tylną ścianą górnych siekaczy lub z dziąsłami, tworząc zwarcie. Równocześnie grzbiet język wznosi się stromo w kierunku podniebienia miękkiego i języczka tworząc całkowite drugie zwarcie. W powstałej komorze dochodzi do pojawienia się podciśnienia w wyniku „ssącego” ruchu języka do tyłu. Następuje przerwanie blokady zębowej, przy czym równocześnie powietrze jest zasysane do środka, co daje akustycznie charakterystyczny mlask;
- więzadła głosowe drgają, jest to spółgłoska dźwięczna.

## Przykłady
| Język | Język | Słowo w MAF | Znaczenie    |       |
| ----- | ----- | ----------- | ------------ | ----- |
| yeyi  | yeyi  | [kuɡǀawa]   | ścinać trawę | [ 1 ] |